# Sokoliv Brid, Popilnea
Sokoliv Brid (în ucraineană Соколів Брід) este un sat în comuna Pavoloci din raionul Popilnea, regiunea Jîtomîr, Ucraina.

## Demografie
Componența lingvistică a localității Sokoliv Brid
     Ucraineană (100%)
Conform recensământului din 2001, toată populația localității Sokoliv Brid era vorbitoare de ucraineană (100%).